# 全唇弓鱼
全唇弓鱼（学名：Racoma integrilabiata）为鲤科弓鱼属的鱼类，俗名擦布、黑斑裂腹鱼。在中国，分布于西藏墨脱西公湖及其周围山溪等。

## 扩展阅读
維基物種上的相關：全唇弓鱼